# Sarria
Sarria è un comune spagnolo di 13 508 abitanti situato nella comunità autonoma della Galizia.
Questa cittadina deve la sua fama al cammino di Santiago di Compostela. Essendo il primo centro importante a distare poco più di cento chilometri (115) da quest'ultima città, ed essendo cento i chilometri minimi da compiere nel Camino Francés per ottenere la Compostela, è quindi il punto di partenza preferito dai pellegrini del Cammino di Santiago di Compostela che non vogliono fare l'intero percorso.

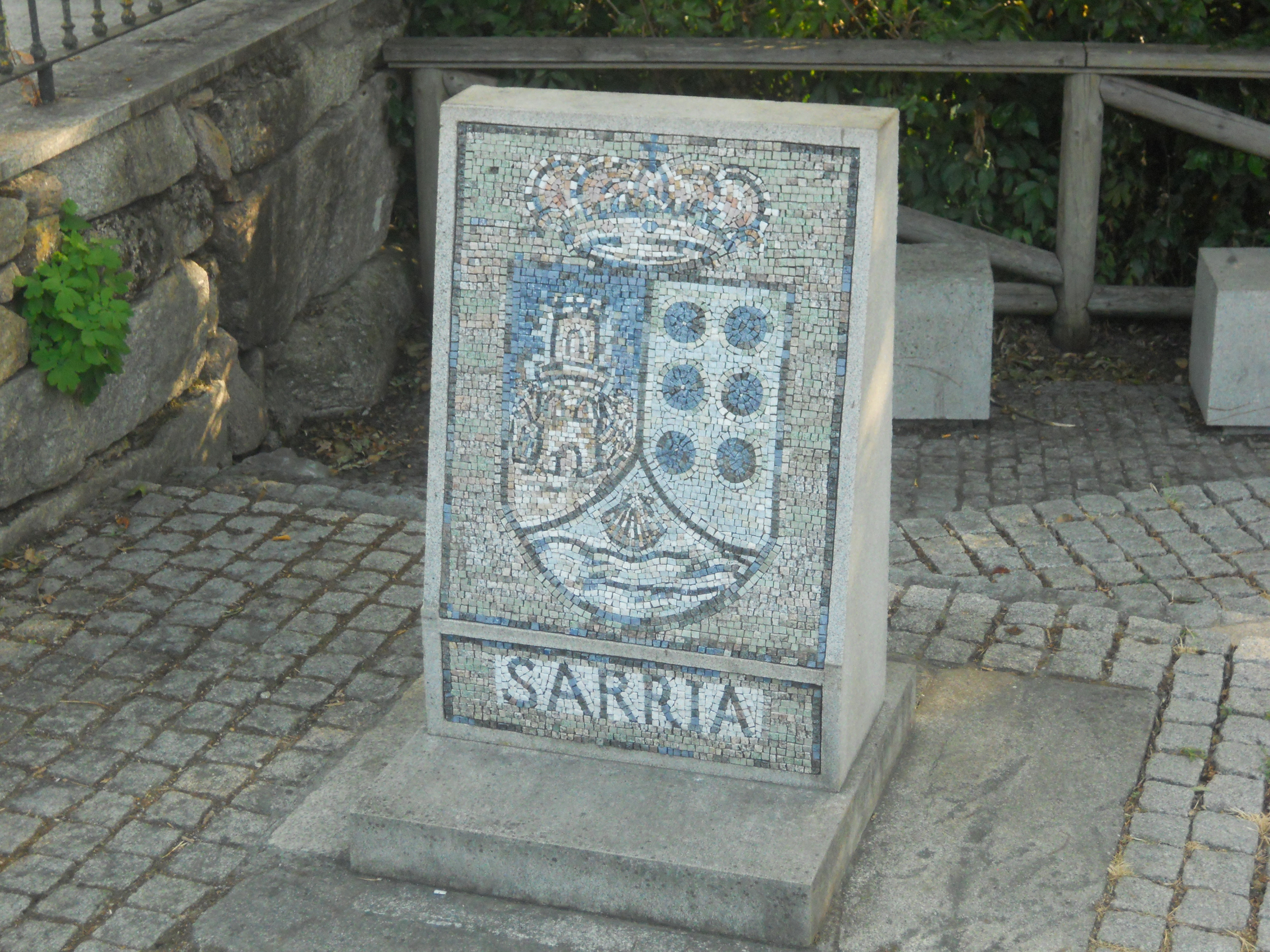
Pietra indicatrice della città di Sarria